# Gabriele Casadei
Gabriele Casadei (n. 10 august 2002, Ivrea, Piemont, Italia) este un canoist ce a reprezentat Italia, medaliat olimpic. A participat la 1 ediție a Jocurilor Olimpice (2024) în care a câștigat 1 medalie de argint.